# Colombe de Buckley
Columbina buckleyi
Espèce
Statut de conservation UICN

 LC  : Préoccupation mineure
La Colombe de Buckley (Columbina buckleyi) est une espèce d'oiseaux de la famille des Columbidae.

## Description
Cet oiseau mesure 18 cm pour une masse de 60 g.
Le mâle a la calotte et la nuque gris-bleuâtre, le front et la face rose grisâtre, la poitrine plus foncée et les parties inférieures rose vineux. Le dessus du corps est gris brunâtre. Les couvertures alaires sont gris rosâtre avec des taches noires. Le dessous des ailes est noir.
La femelle est brunâtre avec moins de suffusion rose.

## Répartition
Cet oiseau vit dans la région du Tumbes (nord-ouest de l'Équateur et extrême nord-ouest du Pérou).

## Sous-espèces
D'après Alan P. Peterson, il existe deux sous-espèces :
- Columbina buckleyi buckleyi  (P.L. Sclater & Salvin, 1877)
- Columbina buckleyi dorsti  (Koepcke, 1962)